# Protoptila
Protoptila är ett släkte av nattsländor. Protoptila ingår i familjen stenhusnattsländor.

## Dottertaxa tillProtoptila, i alfabetisk ordning[1]
- Protoptila alexanderi
- Protoptila balmorhea
- Protoptila bicornuta
- Protoptila boruca
- Protoptila burica
- Protoptila cahabensis
- Protoptila cana
- Protoptila cardela
- Protoptila choluteca
- Protoptila chontala
- Protoptila coloma
- Protoptila colombiensis
- Protoptila condylifera
- Protoptila cora
- Protoptila cristata
- Protoptila ctenacantha
- Protoptila ctilopsis
- Protoptila curiosa
- Protoptila delaca
- Protoptila disticha
- Protoptila dominicensis
- Protoptila dubitans
- Protoptila ensifera
- Protoptila erotica
- Protoptila fimbriata
- Protoptila flexispina
- Protoptila georgiana
- Protoptila guarani
- Protoptila guata
- Protoptila huasteca
- Protoptila huava
- Protoptila ignera
- Protoptila ixtala
- Protoptila laterospina
- Protoptila lega
- Protoptila leonilae
- Protoptila liqua
- Protoptila locula
- Protoptila lorada
- Protoptila lucia
- Protoptila macilenta
- Protoptila maculata
- Protoptila malica
- Protoptila mara
- Protoptila marqua
- Protoptila mayana
- Protoptila mina
- Protoptila misionensis
- Protoptila mixteca
- Protoptila morettii
- Protoptila orotina
- Protoptila palina
- Protoptila phyllisae
- Protoptila piacha
- Protoptila primerana
- Protoptila pseudopiacha
- Protoptila quicha
- Protoptila quinoi
- Protoptila resolda
- Protoptila rota
- Protoptila salta
- Protoptila simplex
- Protoptila spangleri
- Protoptila spirifera
- Protoptila talamanca
- Protoptila talola
- Protoptila techila
- Protoptila tenebrosa
- Protoptila ternacia
- Protoptila tetravittata
- Protoptila tica
- Protoptila ticumanensis
- Protoptila tojana
- Protoptila trispicata
- Protoptila truncata
- Protoptila uruguayensis
- Protoptila voluta
- Protoptila yurumanga